# 紀元前204年
紀元前204年（きげんぜん204ねん）

## 他の紀年法
- 干支 : 丁酉
- 日本
  - 皇紀457年
  - 孝元天皇11年
- 中国 : 前漢 - 高祖3年
- 朝鮮 :
- ベトナム :
- 仏滅紀元 : 341年
- ユダヤ暦 :

## できごと

### カルタゴ
- カルタゴの将軍ハスドルバル・ギスコは、ヌミディアの王マシニッサとの同盟を解消し、娘婿でもあるもう一人のヌミディア王シュファクスと新たな同盟を結んだ。
- 大スキピオに率いられたローマ軍はカルタゴのウティカを攻撃し包囲したが、ハスドルバル・ギスコはシュファクスと組んで抵抗したため、大スキピオは攻めきることができなかった。

### エジプト
- エジプトの首相ソシビウスらは、プトレマイオス5世の母アルシノエ3世の報復を怖れてプトレマイオス4世の死を秘密にした。彼らはアルシノエを暗殺し、わずか5歳の新王はソシビウスの後見の元で王位に就いた。アルシノエは国民から人気が高かったため、彼女の暗殺が伝わると国内で暴動が起こった。

### ローマ帝国
- ハンニバル率いるカルタゴ軍とプブリウス・センプロニウス・トゥディタヌス率いるローマ軍の間でクロトンの戦いが起こったが、決着は着かなかった。

### セレウコス朝
- マケドニア王国のピリッポス5世とセレウコス朝のアンティオコス3世はエジプトの弱点に気づき、アナトリア半島およびエーゲ海の分割に合意した。アンティオコスはシリア南部、リュキア、キリキア、キプロスを、ピリッポスはアナトリア半島西部とキクラデス諸島を領有することになった。

### 中国
- 項羽が劉邦を滎陽に追い込む（滎陽の戦い）。劉邦は滎陽を脱出する。

## 死去
- アルシノエ3世、エジプトの女王で、プトレマイオス4世の姉であり后（* 紀元前246年/紀元前245年）
- 魏豹、中国の戦国時代後期から秦代にかけての政治家で魏王室の一族
- 共敖、秦末の群雄
- 陳余、秦末から前漢初期にかけての武将及び代王。
- 范増、秦末期の楚の軍師
- 酈食其、中国秦から楚漢戦争期の儒者、説客（* 紀元前268年）